# Hohenlohe-Bartenstein

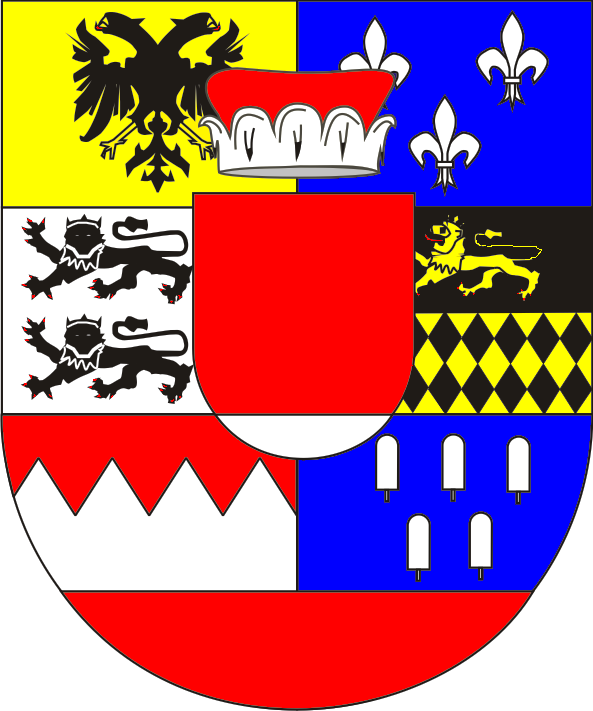
Hohenlohe-Bartenstein

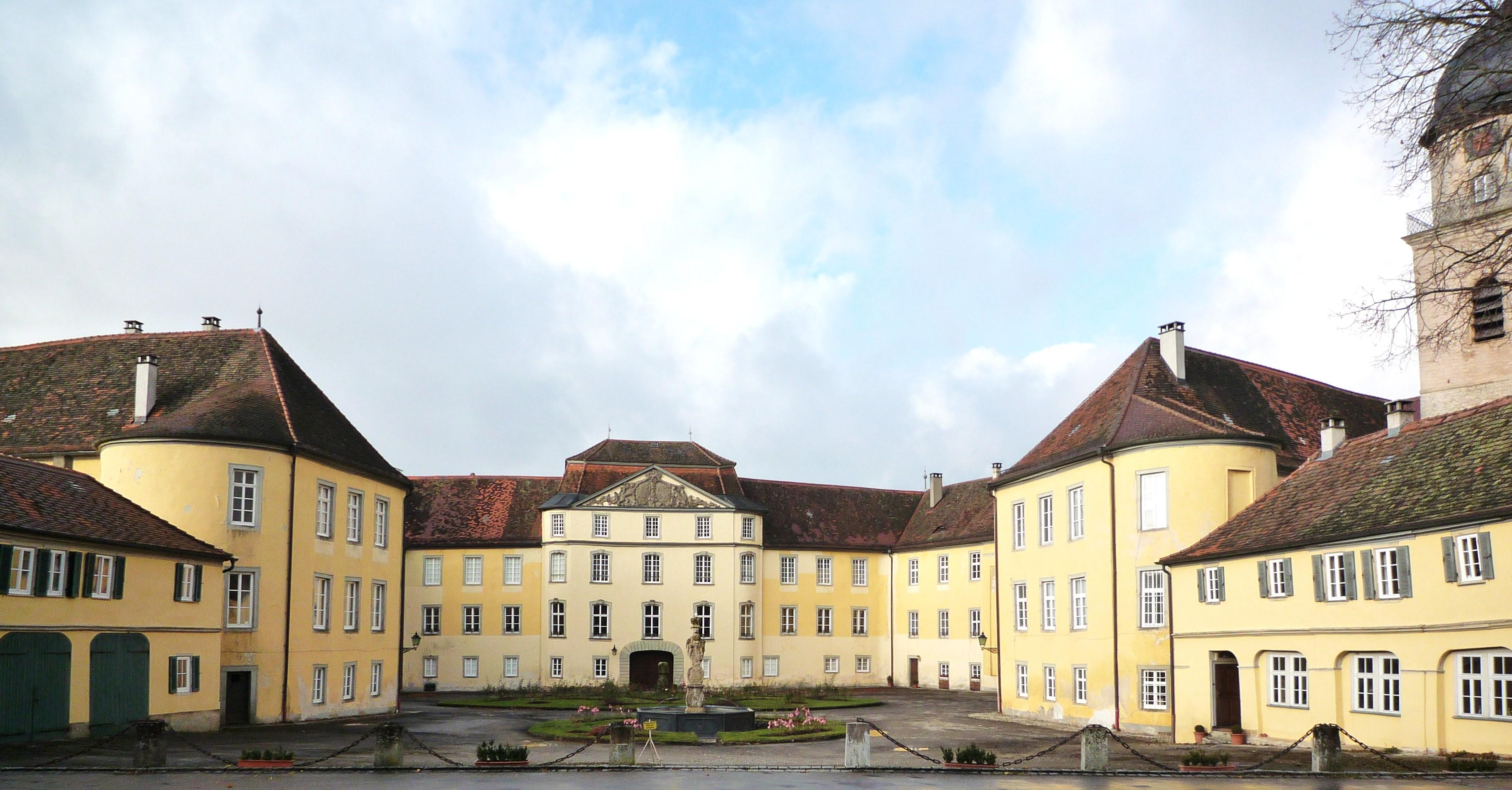
Castillo de Bartenstein, en las cercanías de Schrozberg.

Hohenlohe-Bartenstein fue un Principado de la Casa de Hohenlohe, localizado en el noreste de Baden-Wurtemberg, Alemania, alrededor de Bartenstein. Hohenlohe-Bartenstein surgió como una partición de Hohenlohe-Schillingsfürst y fue elevado de Condado a Principado en 1744. Hohenlohe-Bartenstein fue dividido a su vez entre él mismo y Hohenlohe-Jagstberg en 1798, y fue mediatizado a Wurtemberg en 1806.

## Condes de Hohenlohe-Bartenstein (1688-1744)
- Felipe Carlos Casper (Conde de Hohenlohe-Schillingsfürst) (1688-1729).
- Carlos Felipe Francisco (1729-1744) con...
- José Antonio (1729-1744).

## Príncipes de Hohenlohe-Bartenstein (1744-1806)
- Carlos Felipe Francisco (1744-1763) con...
- José Antonio (1744-1763).
- Luis Carlos Francisco Leopoldo (1763-1798).
- Luis Aloisio (1798-1806).